# Mycoacia stenodon
Mycoacia stenodon är en svampart som först beskrevs av Christiaan Hendrik Persoon, och fick sitt nu gällande namn av Donk 1931. Mycoacia stenodon ingår i släktet Mycoacia och familjen Meruliaceae.   Inga underarter finns listade i Catalogue of Life.